# NGC 3759
NGC 3759 est une galaxie lenticulaire située dans la constellation de la Grande Ourse. NGC 3759 a été découverte par l'astronome prussien Heinrich d'Arrest en 1866.

## Caractéristiques

### Distance
Sa vitesse par rapport au fond diffus cosmologique est de 5 751 ± 28 km/s, ce qui correspond à une distance de Hubble de 84,8 ± 6,0 Mpc (∼277 millions d'al).
À ce jour, trois mesures non basées sur le décalage vers le rouge (redshift) donnent une distance de 56,867 ± 27,920 Mpc (∼185 millions d'al), ce qui est à l'intérieur des valeurs de la distance de Hubble à cause de l'incohérence de deux mesures de cet échantillon. Notons que c'est avec la valeur moyenne des mesures indépendantes, lorsqu'elles existent, que la base de données NASA/IPAC calcule le diamètre d'une galaxie.

### Radiogalaxie
Selon la base de données Simbad, NGC 3719 est une radiogalaxie.

## Groupe de NGC 3737
NGC 3759 est un membre d'un trio de galaxies, le groupe de NGC 3737. L'autre galaxie du groupe est NGC 3759A (PGC 35948).
La galaxie PGC 94203 qui semble faire une paire avec NGC 3759 est beaucoup plus éloignée que cette dernière. Sa vitesse radiale est égale à  16 902 km/s, ce qui la situe à une distance d'environ 770 millions d'années-lumière. Elle ne fait donc pas partie du groupe de NGC 3737.